# Freycinetia atocensis
Freycinetia atocensis är en enhjärtbladig växtart som beskrevs av Ugolino Martelli. Freycinetia atocensis ingår i släktet Freycinetia och familjen Pandanaceae.
Artens utbredningsområde är Filippinerna. Inga underarter finns listade.